# 百年孤独 (电视剧)
《百年孤独》（西班牙語：Cien años de soledad）是2024年播出的哥伦比亚魔幻現實主義电视剧，改编自诺贝尔文学奖得主加西亚·马尔克斯的同名小说，共有16集，前8集于2024年12月11日上线Netflix。

## 演员
- 迭戈·巴斯克斯（西班牙语：Diego Vásquez (actor)） 饰 何塞·阿尔卡蒂奥·布恩迪亚（西班牙语：José Arcadio Buendía）
  - 马可·安东尼奥·冈萨雷斯·奥斯皮纳（Marco Antonio González Ospina）饰 年轻的何塞·阿尔卡蒂奥·布恩迪亚
- 玛莉达·索托（西班牙语：Marleyda Soto） 饰 乌尔苏拉·伊瓜兰（西班牙语：Úrsula Iguarán）
  - 苏珊娜·莫拉莱斯·卡纳斯（Susana Morales Cañas）饰 年轻的乌尔苏拉
- 克劳迪奥·卡塔尼奥（Claudio Cataño）饰 奥雷里亚诺·布恩迪亚上校（Colonel Aureliano Buendía）
  - 赫罗尼莫·埃切维里亚·蒙萨尔维（Jerónimo Echeverría Monsalve）饰 孩提时期的上校
  - 赫罗尼莫·巴伦·林索瓦（Jerónimo Barón Lyentsova）饰 青年时期的上校
  - 桑蒂·巴斯克斯（Santi Vásquez）饰 青少年时期的上校
- 洛倫·索菲亚（Loren Sofía）饰 阿玛兰妲（Amaranta）
  - 露娜·鲁伊斯·希梅內斯（Luna Ruiz Jiménez）饰 年轻的阿玛兰妲
- 贾纳·比利亚雷亚尔（Janer Villarreal）饰 阿尔卡蒂奥（Arcadio）
  - 胡安·爱德华多·弗洛里多（Juan Eduardo Florido）饰 年轻的阿尔卡蒂奥
- 阿基玛（Akima）饰 丽贝卡（Rebeca）
  - 妮可·蒙特内格罗·桑切斯（Nicole Montenegro Sánchez）饰 年轻的丽贝卡
- 维尼亚·马查多（英语：Viña Machado） 饰 庇拉尔·特尔内拉（Pilar Ternera）
- 莫雷诺·博尔哈（Moreno Borja）饰 梅賈德斯（Melquíades）
- 鲁杰罗·帕斯夸雷利（英语：Ruggero Pasquarelli） 饰 皮埃特罗·克雷斯皮（Pietro Crespi）
- 埃德加·维托里诺（西班牙语：Édgar Vittorino） 饰 何塞·阿尔卡蒂奥（José Arcadio）
  - 蒂亚戈·帕迪拉（Thiago Padilla）饰 孩提时期的阿尔卡蒂奥
  - 安德留斯·莱昂纳多·索托（Andrius Leonardo Soto）饰 青少年时期的阿尔卡蒂奥
- 黑尔伯·塞普尔韦达·埃斯科巴（Helber Sepúlveda Escobar）饰 普鲁登西奥·阿基拉尔（Prudencio Aguilar）
- 贾罗·卡马戈（西班牙语：Jairo Camargo） 饰 阿波利纳尔·摩斯科特（Apolinar Moscote）
- 杰奎琳·阿雷纳（西班牙语：Jacqueline Arenal） 饰 莱昂诺·摩斯科特（Leonor Moscote）
- 克里斯特尔·阿帕里西奥（Cristal Aparicio）饰 蕾梅黛丝·摩斯科特（Remedios Moscote）
- 埃拉·贝塞拉（Ella Becerra）饰 彼得罗尼拉（Petronila）
- 萨尔瓦多·德尔索拉尔（英语：Salvador del Solar） 饰 蒙卡达将军（General Moncada）

## 分集
| 集數 | 標題                         | 導演                   | 上線日期       |
| ---- | ---------------------------- | ---------------------- | -------------- |
| 1    | 马孔多 （）                  | 亚历克斯·加西亚·洛佩兹 | 2024年12月11日 |
| 2    | 有如地震 （）                | 亚历克斯·加西亚·洛佩兹 | 2024年12月11日 |
| 3    | 上帝的银版照片 （）          | 亚历克斯·加西亚·洛佩兹 | 2024年12月11日 |
| 4    | 栗树 （）                    | 劳拉·莫拉              | 2024年12月11日 |
| 5    | 蕾梅蒂斯·莫斯克德 （）       | 劳拉·莫拉              | 2024年12月11日 |
| 6    | 奥雷里亚诺·波恩地亚上校 （） | 劳拉·莫拉              | 2024年12月11日 |
| 7    | 阿卡迪欧和自由派天堂 （）    | 亚历克斯·加西亚·洛佩兹 | 2024年12月11日 |
| 8    | 花如雨下 （）                | 亚历克斯·加西亚·洛佩兹 | 2024年12月11日 |

## 制作

### 开发
Netflix于2019年3月买下加西亚·马尔克斯小说《百年孤独》版权。马尔克斯2014年辞世，生前曾公开表示不会出售小说的电影改编权，认为电影有时长限制，不足以用来改编小说。本剧在马尔克斯家人支持下拍摄，条件是在哥伦比亚取景，起用哥伦比亚演员，采用西班牙语对白。制片人在哥伦比亚多地勘景，包括卡利、比亚维森西奥、吉拉爾多特、帕洛米诺、圣玛尔塔和巴兰基亚。
|             | 身为影视工作者，身为哥伦比亚人，很荣幸能参与《百年孤独》这种复杂且责任重大的项目。我们一直尝试理解文学语言与影视语言之间的差异，希望我们所呈现的画面能涵盖这部世界知名小说所蕴含的美感、诗意和深度，这是一个很大的挑战。我们怀着对小说的热爱和尊重之情，在先进技术和团队的帮助下完成了这项工作。 |
| ——劳拉·莫拉 | |

### 选角
2022年中旬，选角工作正式启动，有1万多人竞逐25个主角，专业演员只占剧组30%。除了主角，还有2万名临时演员参与拍摄。部分演出名单于2023年4月26日泄露。

### 摄制
主体拍摄于2023年5月启动，12月结束。本剧全程在哥伦比亚拍摄，取景地包括瓜希拉省、马格达莱纳省、塞萨尔省、昆迪納馬卡省和托利马省。故事发生小镇马孔多在托利马省阿爾瓦拉多附近搭建，1100名工人参与搭景。剧组打造了四个版本的马贡多，以反映小镇随时间推移所发生的变化。制片人从当地古董店购买家具，邀请当地工匠制作布景所需的服装和道具。摄制团队近600人，全部来自哥伦比亚。Netflix表示制作为哥伦比亚带来了2250亿比索（5180万美元）的经济收益。

## 发行

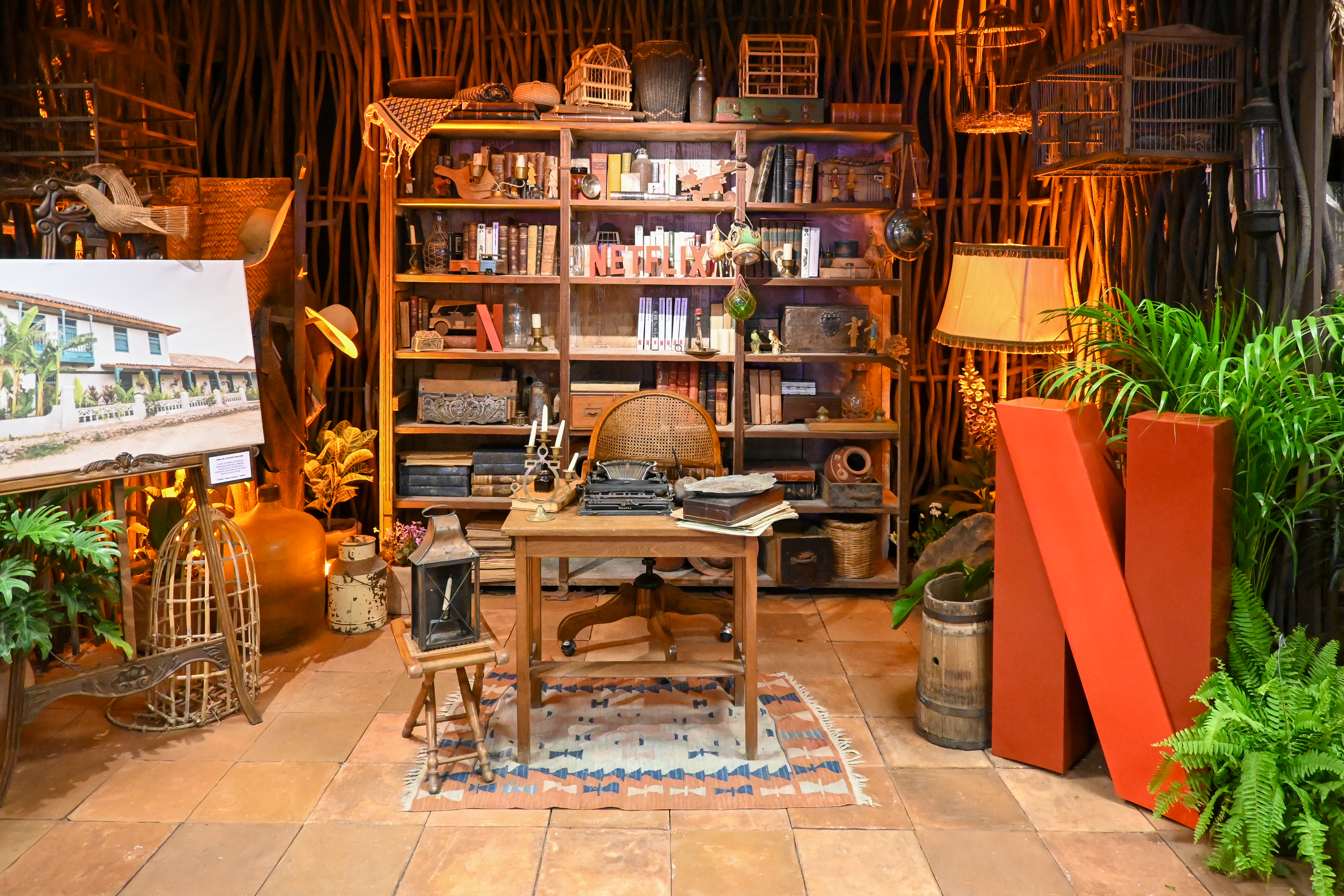
瓜达拉哈拉国际书展上宣传本剧的摊位，摄于2024年12月

第一季先行预告片于2024年4月17日公开，剧照于2024年10月18日公布。
前两集于2024年11月22日在西班牙马德里艺术圈首映。第一集于2024年11月28日在墨西哥墨西哥城巴斯孔塞洛斯圖書館放映。同年12月6日，前两集亮相哈瓦那电影节。
2024年12月11日，第一季8集在Netflix完整上线。第二季已经规划，同样有8集。

## 反响
根据評論匯總网站爛番茄汇总的24篇评论文章，83%的评论家给予该作正面评价，平均打分为7.7分（满分10分）。Metacritic根据11位评论家的评分打出79/100的平均，表示“普遍好评”。